# 동해해솔학교
동해해솔학교는 강원특별자치도 동해시에 있는 공립 특수학교이다.

## 연혁
- 2022년 3월 1일 : 이전한 옛 남호초등학교 부지에 개교[1][2]